# Savanna-la-Mar
Savanna-la-Mar (coneguda comunament com Sav-la-Mar, o simplement Sav) és la ciutat més important i la capital de la parròquia de Westmoreland, Jamaica. Una ciutat costanera, conté un fort del segle XVIII construït per a la defensa colonial contra els pirates al Carib.